# Милларде, Патрисия
Патри́сия Милларде́ (фр. Patricia Millardet; 24 марта 1957, Мон-де-Марсан, Франция — 13 апреля 2020, Рим, Италия) — французская актриса. Известность ей принесла роль судьи Сильвии Конти в итальянском детективном сериале «Спрут».

## Биография
Родилась 24 марта 1957 года в Мон-де-Марсане. Дебютировала в кино в возрасте 21 года. Снялась более чем в тридцати кино- и телефильмах во Франции, Италии, Германии, США. С 1990 года жила в Италии, в Риме. Была замужем за Randy Casterman. В разводе.
Скончалась 13 апреля 2020 года в Риме, в больнице Сан-Камилло от сердечной недостаточности. Похоронена на родине — во Франции, в семейном склепе в коммуне Вильнёв-де-Марсан (департамент Ланды, регион Новая Аквитания).

## Фильмография
- 1980 — Крысиные бега
- 1982 — Бум 2 — девушка из компании Феликса
- 1982 — Стрельбы
- 1982 — Мой дорогой, ты мерзавец
- 1983 — Смертельная поездка
- 1983 — Сэндии
- 1984 — Придурок[англ.]
- 1987 — Страховка на смерть
- 1989 — Спрут 4 — судья Сильвия Конти
- 1989—1991 Коплан
- 1990 — И свет во тьме светит
- 1990 — Спрут 5: Корень проблемы — судья Сильвия Конти
- 1991 — Чёрное сердце
- 1991 — Роковая ошибка. (режиссёр Ф. Де Луиджи)
- 1992—1994 Элен и ребята
- 1992 — Джо и Милу
- 1992 — Горячий шоколад
- 1992 — Спрут 6: Последний секрет — судья Сильвия Конти
- 1993 — Жестокая справедливость
- 1995 — Спрут 7: Расследование убийства комиссара Каттани — судья Сильвия Конти
- 2000 — Спрут 10 — судья Сильвия Конти
- 2002 — Салон красоты 2
- 2003 — Салон красоты 3